# Clubiona apiata
Clubiona apiata este o specie de păianjeni din genul Clubiona, familia Clubionidae, descrisă de Urquhart, 1893.
Este endemică în Tasmania. Conform Catalogue of Life specia Clubiona apiata nu are subspecii cunoscute.